# Sérpukhov
Sérpukhov - Серпухов (rus) - és una ciutat de l'óblast de Moscou, a Rússia. Es troba a la confluència del riu Nara i de l'Okà, a 99 km al sud de Moscou.

## Història
La ciutat existeix des del segle xiv, el 1339. Dos anys després es convertí en seu d'un poderós principat governat per un cosí i aliat de Demetri I de Moscou, Vladímir el Valent. Aquest principat durà fins al 1456, data en què l'últim príncep fugí a Lituània. A partir del segle XVI forma part de la línia de defensa del Gran Ducat de Moscou contra les incursions tàtares. Així doncs, la ciutat tragué profit de l'expansió de l'Imperi Rus, convertint-se en un centre comercial i religiós important. Al segle xix s'hi desenvoluparen indústries tèxtils. Durant l'època soviètica es desenvolupà la indústria de fabricació de mobles, de tratges i de maquinària.

## Llocs d'interès

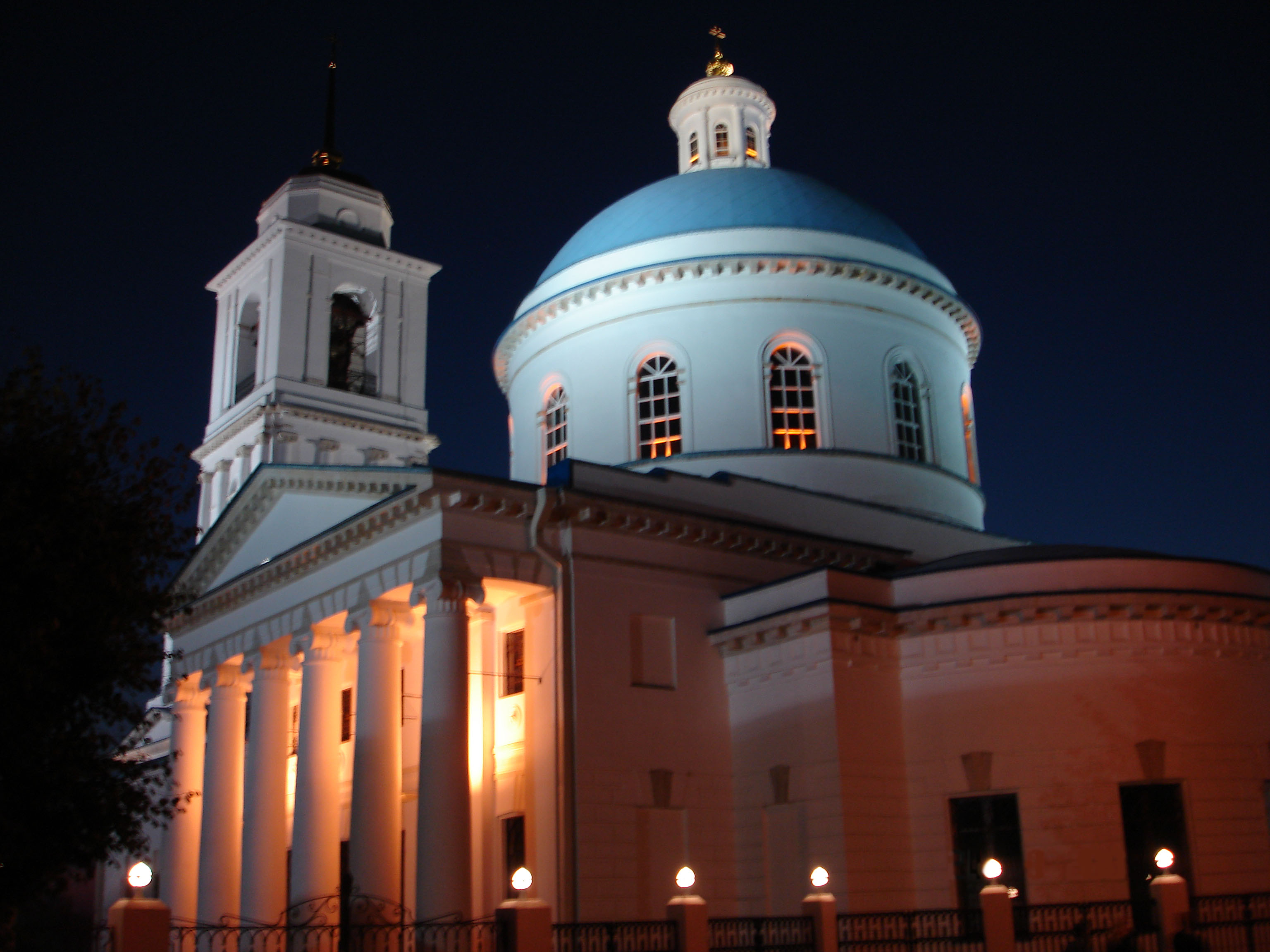
Catedral de Sant Nicolau el Blanc

El kremlin inclou diversos monuments religiosos importants entre els quals destaca la catedral de la Trinitat, construïda el 1696 en estil barroc moscovita. El Monestir Vissotski inclou una catedral i un refectori de finals del segle xvi, així com la Icona del Calze Inesgotable. Un altre monestir important és el de Vladitxni, amb la catedral de la Presentació i l'església de Sant Jordi, totes dues erigides en temps de Borís Godunov.

## Demografia
| 1897    | 1923    | 1926    | 1939    | 1956    | 1959    | 1970    | 1073    |
| ------- | ------- | ------- | ------- | ------- | ------- | ------- | ------- |
| 24 500  | 36 600  | 56 500  | 91 000  | 102 000 | 106 000 | 124 000 | 129 000 |
| 1976    | 1979    | 1989    | 1996    | 2002    | 2008    | 2009    | 2014    |
| 135 000 | 139 700 | 143 600 | 138 100 | 131 097 | 123 816 | 123 429 | 127 125 |